# Georges Mounin
Louis Leboucher, dit Georges Mounin, est un linguiste français né le 20 juin 1910 et mort le 10 janvier 1993, professeur de linguistique et de sémiologie à l'Université d'Aix-Marseille. Il s'est souvent déclaré fervent disciple du linguiste français André Martinet. Ses œuvres traitent d'un vaste ensemble de sujets, allant de l'histoire de la linguistique à la définition de celle-ci et de ses branches et problèmes  traditionnels (sémiologie, sémantique, traduction...) à sa relation avec d'autres domaines de connaissance (philosophie, littérature, dont la poésie en particulier, société).
Marxiste strict dans le domaine social et historique, il fut également un spécialiste de l'Italie de la Renaissance.
Selon le critique Gaëtan Picon, Avez-vous lu Char ? de Georges Mounin est le premier commentaire d'ensemble du poète René Char et témoigne de la « vénération minutieuse » que porte le linguiste au poète.
Le bibliste Roland Meynet a fait partie de ses élèves.
Il est signataire du Manifeste des 121 sous-titré « Déclaration sur le droit à l’insoumission dans la guerre d’Algérie », paru en septembre 1960.

## Ouvrages
- Avez-vous lu Char ?, Gallimard, 1946 ; nouvelle édition augmentée d'une Note préliminaire, « Folio essais » no 131, 1989 ; quatrième édition revue et augmentée, Éditions Agone, coll. « Éléments », 2017.
- Les Belles infidèles. Essai sur la traduction, Cahiers du Sud, 1955 ; Presses universitaires de Lille, 1994.
- Machiavel, Club français du livre, 1958 ; Presses universitaires de France, 1964.
- Savonarole, Club français du livre, 1960.
- Poésie et société, Presses universitaires de France, 1962, édition revue, 1968.
- Les Problèmes théoriques de la traduction, Gallimard, 1963 et « Tel » no 5, 1976.
- La Machine à traduire, Mouton, 1964.
- Lyrisme de Dante, Presses universitaires de France, 1964.
- Histoire de la linguistique. Des origines au XXe siècle, Presses universitaires de France, 1967 et « Quadrige » no 218, 1996.
- Ferdinand de Saussure, Seghers, 1968.
- Clefs pour la linguistique, Seghers, 1968, plusieurs rééditions revues et augmentées.
- La Communication poétique, précédé de Avez-vous lu Char ?, Gallimard, 1969.
- Introduction à la sémiologie, Minuit, 1970.
- Clefs pour la sémantique, Seghers, 1972.
- La Linguistique au XXe siècle, Presses universitaires de France, 1972.
- L'Agrammatisme, avec R. Tissot et F. Lermitte, Mardaga, 1973.
- Dictionnaire de la linguistique (dir.), Presses universitaires de France, 1974 et « Quadrige » no 153, 1993.
- Linguistique et philosophie, Presses universitaires de France, 1975.
- Linguistique et société, Dessart et Mardaga, 1976.
- Linguistique et traduction, Mardaga, 1976.
- Linguistique et littérature, avec D. Leflem et J. Darbelnet, Presses universitaires de Laval, 1976.
- La Littérature et ses technocraties, Casterman, 1978.
- Les Sémiologies du texte littéraire, Athlone Press.
- Camarade poète 1, Galilée, 1979.
- Camarade poète 2, Galilée, 1979.
- Franck Venaille, Seghers, « Poètes d’aujourd’hui » no 245, 1982.
- D’un monde à l’autre, Ipomée, 1984.
- Sept poètes et le langage, Gallimard, « Tel » no 200, 1992.
- La Sémantique, « Petite bibliothèque Payot » no 317, 1997.
- Plaisir au poème, chroniques de Georges Mounin, Cent mille signes, pour les éditions Agone, 2015.
- Correspondance. René Char, Georges Mounin, Gallimard, 2020.

## Interviews
- Le 28 juin 1966, a été enregistrée une émission consacrée au langage « De l'extension de la notion de langage et des concepts linguistiques » avec Pierre Bourdieu, Jean Hyppolite, Georges Mounin et Jean Laplanche. Elle est présentée par Dina Dreyfus et Alain Badiou.